# Charles Craufurd
Pour les articles homonymes, voir Craufurd.
Charles Gregan Craufurd (1761-1821) est un soldat britannique. Il est le second fils d'Alexander Crauford, 1er baronnet, et le frère aîné de Robert Craufurd. Né dans le Carré d'Or, à Londres, il fait ses études à Eton.

## Biographie
Charles Craufurd entre dans la 1re Dragoon Guards comme cornette, le 15 décembre 1778. Promu lieutenant en 1781, il est élevé au grade de capitaine dans le 2e Dragoon Guards (Queen's Bays) en 1785. Il devient l'écuyer et ami intime du duc d'York. Il étudie en Allemagne depuis un certain temps, et, avec son frère Robert, traduit Tielke du livre sur la Guerre de Sept Ans (Les Événements Remarquables de la Guerre entre la Prusse, l'Autriche et la Russie à partir de 1756 à 1763). Comme Aide de camp, il accompagne le duc d'York à la Guerre contre les Français aux Pays-Bas en mai 1793, attaché au QG du commandant-en-chef autrichien, avec qui il est présent à Neerwinden, le Camp de César, Famars, Landrecies.
Promu major en mai 1793, et lieutenant-colonel en février 1794, il retourne dans l'armée britannique dans la dernière année pour devenir adjoint de l'adjudant-général. Lors de la bataille de Villers-en-Cauchies il se distingue à la tête de deux escadrons, avec la capture de trois canons et la capture de 1000 prisonniers. Lorsque l'armée britannique quitte le continent, Craufurd est encore attaché à l'armée autrichienne, et est présent sur les actions menées sur la Lahn, le combat de Neumarket, et le Combat d'Amberg. Lors de la dernière bataille, une grave blessure le rend incapable de continuer son service, et coupe court à une carrière prometteuse. Il est évacué vers l'Angleterre. Il y fait tout ce qu'il pouvait pour faire avancer la carrière de son frère, Robert. Promu colonel le 26 janvier 1797, il est déjà en charge d'une brigade-major. Le 23 septembre 1803, il est promu au grade de major-général.
Le 7 février 1800, il se marie à Anna Marie, veuve de Thomas Pelham-Clinton (3e duc de Newcastle). Le 4e duc est encore mineur. Son frère Robert se marie le même jour. Charles Craufurd est déjà député lorsqu'il est nommé colonel du 2e Dragoon Guards. Il est fait Lieutenant-Général en 1810. Il succède à son frère Robert en tant que député pour East Retford (1806-1812). Il est mort en 1821, et fait GCB le 27 mai 1820. Charles Craufurd est un conservateur en politique, ami de Lord Londonderry.